# Епитет
Епитетът е художествено определение на съществен признак на някой предмет или явление. Епитетът не само пояснява, но и засилва изобразителността и изразителността на думата (към която се отнася), като предизвиква у читателя определени представи и чувства.
Примери:
• „Нощта вече покриваше с тъмното си було Черепишкия манастир." 
 (Ив. Вазов, „Една българка“)
• „...едно име ново, голямо, антично,
 като Термопили славно, безгранично...“ 
 (Ив. Вазов, „Опълченците на Шипка“)
• „Сънят успокояваше поне навреме тия измъчени от бедността същества; тия хлътнали от бдения и невъздържание очи; тия недояли корми; тия отслабнали и обелени от скитане крака." 
 (Ив. Вазов, „Немили-недраги“)
.................................